# 第49次長期滞在
第49次長期滞在（だい49じちょうきたいざい）は国際宇宙ステーションでの49回目の長期滞在。
アナトリー・イヴァニシン、キャスリーン・ルビンスおよび大西卓哉は第48次長期滞在から移行した。第49次長期滞在は2016年9月6日のソユーズTMA-20Mの出発で始まり、2016年10月のソユーズMS-01の出発まで継続した。ソユーズMS-02の乗組員は第50次長期滞在に移行した。

## クルー
| ポジション            | 第1期 （2016年9月 - 10月）                    | 第2期 （2016年10月）                          |
| --------------------- | --------------------------------------------- | --------------------------------------------- |
| 船長                  | アナトリー・イヴァニシン、RSA 2回目の宇宙飛行 | アナトリー・イヴァニシン、RSA 2回目の宇宙飛行 |
| 第1フライトエンジニア | キャスリーン・ルビンス、NASA 1回目の宇宙飛行  | キャスリーン・ルビンス、NASA 1回目の宇宙飛行  |
| 第2フライトエンジニア | 大西卓哉、JAXA 1回目の宇宙飛行                | 大西卓哉、JAXA 1回目の宇宙飛行                |
| 第3フライトエンジニア |                                               | シェーン・キンブロー、NASA 2回目の宇宙飛行    |
| 第4フライトエンジニア |                                               | アンドレイ・ボリセンコ、RSA 2回目の宇宙飛行   |
| 第5フライトエンジニア |                                               | セルゲイ・リジコフ、RSA 1回目の宇宙飛行       |

## 注記
第49次長期滞在では、アメリカ・セグメントからのEVAが計画されていたが、後に延期となった。
スペースシャトル・チャレンジャー号の事故で死亡したエリソン・オニヅカが所有していたサッカーボールがシェーン・キンブローによってISSに持ち込まれた。